# Júki Hada
Júki Hada (japonsky: 波田 悠貴;* 10. května 1997 Kasukabe) je japonský reprezentant ve sportovním lezení, juniorský vicemistr světa v lezení na obtížnost.

## Výkony a ocenění
- 2016: nominace na Světové hry v polské Vratislavi za umístění na mistrovství světa juniorů
- 2017: stříbrná medaile na Světových hrách

### Závodní výsledky
| Světové hry | Světové hry |
| Rok         | 2017        |
| ----------- | ----------- |
| Obtížnost   | 2           |

| Světový pohár | Světový pohár | Světový pohár | Světový pohár | Světový pohár | Světový pohár |
| Rok           | 2014          | 2015          | 2016          | 2017          | 2018          |
| ------------- | ------------- | ------------- | ------------- | ------------- | ------------- |
| Obtížnost     | 32-33         | 35            | 21            | 14            | 9             |
| jednotlivě*   | ,12,18,       | ,30,13,       | ,8,23,17,     | ,13,16,23,,5, | ,14,12,19,8,  |
|               |               |               |               |               |               |
| Bouldering    | —             | —             | 0             | 37            | 30            |
| jednotlivě*   | —             | —             | ,39,          | ,21,21,21,    | ,19,12,37,    |
|               |               |               |               |               |               |
| Kombinace     | —             | —             | —             | 26            |               |

* poznámka: nalevo jsou poslední závody v roce; v roce 2017 se počítala kombinace i z jednoho závodu
| Mistrovství světa juniorů | Mistrovství světa juniorů |
| Rok                       | 2016 junioři              |
| ------------------------- | ------------------------- |
| Obtížnost                 | 2                         |

| Mistrovství Asie juniorů | Mistrovství Asie juniorů |
| Rok                      | 2015 junioři             |
| ------------------------ | ------------------------ |
| Obtížnost                | 2                        |
| Bouldering               | 2                        |